# Brackenridge
Pour les articles homonymes, voir Sureena Brackenridge et Breckenridge.
Brackenridge est un borough situé dans le comté d'Allegheny, en Pennsylvanie, aux États-Unis,. En 2010, il comptait une population de 3 260 habitants. Il est incorporé le 21 septembre 1901.

## Démographie
Lors du recensement de 2010, le borough comptait une population de 3 260 habitants. Elle est estimée, en 2018, à 3 179 habitants.

### Source de la traduction
- (en) Cet article est partiellement ou en totalité issu de l’article de Wikipédia en anglais intitulé « Brackenridge, Pennsylvania » (voir la liste des auteurs).